# Lista de monarcas do Camboja
Segue-se a listagem de monarcas do Camboja, desde a fundação dos antigos reinos no Primeiro Milênio, no Império Khmer e no Camboja atual. 

## Reinos Khmeres Antigos

### Reino de Funan
- Soma (Século I)
- Kaundinya I (68 - Século I)
- Desconhecido (Século II)
- Hun Pan-Huang (Século II)
- Panela Panela (Século III)
- Srei Maera (205 - 225)
- Desconhecido
- Desconhecido
- Desconhecido
- Desconhecido
- Desconhecido
- Desconhecido
- Kaundynia II (434)
- Srindravarman I (434 - 435)
- Desconhecido
- Desconhecido
- Desconhecido
- Jayavarman Kaundinya (484 - 514)
- Rudravarman (514 - 550)
- Pvirakvarman I (Século VI)
- Mhenteractvarman I (Século VII)
- Nteractvarman I (615 - 650)

### Reino de Chenla
- Bhavavarman I (550 - 600)
- Mohendravarman (600 - 616)
- Isanavarman I (616 - 635)
- Bhavavarman II (635 - 657)
- Jayavarman I (657 - 681)
- Jayavedi (681 - 713)

## Império Quemer
- Jayavarma II (802 - 835)
- Jayavarma III (835 - 877)
- Indravarma I (877 - 889)
- Yasovarma I (889 - 900)
- Harshavarma I (900 - 925)
- Ishanavarma I (925 - 928)
- Jayavarma IV (928 - 941)
- Harshavarma II (941 - 944)
- Rajendravarma (944 - 968)
- Jayavarma V (968 - 1001)
- Udayadityavarman I (1002)
- Jayavirahvarman (1002 - 1006)
- Suryavarman I (1006 - 1050)
- Udayadityavarman II (1050 - 1066)
- Harshavarman III (1066 - 1080)
- Nripatindravarman (1080 - 1113)
- Jayavarman VI (1080 - 1107)
- Dharanindravarman I (1107 - 1113)
- Suryavarman II (1113 - 1150)
- Dharanindravarman II (1150 - 1156)
- Yasovarman II (1156 - 1165)
- Tribhuvanadityavarman (1165 - 1177)
- Jayavarman VII (1181 - 1218)
- Indravarman II (1218 - 1243)
- Jayavarman VIII (1243 - 1295)
- Indravarman III (1295 - 1307)
- Indrajayavarman (1307 - 1327)
- Jayavarman IX (1327 - 1336)
- Nippean (1336 - 1346)
- Lopeng Rahcead (1346 - 1351)
- Soryavong (1357 - 1363)
- Borom Rachea I (1363 - 1373)
- Tomma Saok (1373 - 1393)
- Reaceha (1393 - 1421)
- Borom Rachea II (1421 - 1431)

## Idade das Trevas do Camboja

### Era deChaktomuk
- Ponhea Yat (1431 - 1463)
- Noreay Reameathiptei (1463 - 1469)
- Reachea Reameathiptei (1469 - 1475)
- Srei Soriyotei II (1472 - 1475)
- Thommo Reachea I (1476 - 1504)
- Srei Sukonthor (1504 - 1512)

### Era deLongvek
- Srei Chettha (1512 - 1521)
- Ang Chan I (1521 - 1566)
- Barom Reachea I (1566 - 1576)
- Chey Chettha (1576 - 1594)

### Era deSrei Santhor
- Preah Ram I (1594 - 1596)
- Preah Ram II (1596 - 1597)
- Barom Reachea II (1597 - 1599)
- Barom Reachea III (1599 - 1600)
- Kaev Hua I (1600 - 1603)
- Barom Reachea IV (1603 - 1618)

### Era deOudong
- Chey Chettha II (1618 - 1628)
- Outey Reachea I (1628 - 1642)
- Thommo Reachea II (1628 - 1631)
- Ang Tong Reachea (1631 - 1640)
- Batom Reachea (1640 - 1642)
- Reameathiptei I (1642 - 1658)
- Barom Reachea V (1658 - 1672)
- Chey Chettha III (1672 - 1673)
- Preah Keo II (1673 - 1674)
- Batom Reachea III (1674)
- Chey Chettha IV (1675 - 1695, 1696 - 1699, 1700 - 1702 e 1703 - 1706)
- Outey I (1695 - 1696)
- Om Barom (1695 - 1696)
- Thommo Reachea III (1702 - 1703, 1706 - 1709 e 1736 - 1747)
- Satha II (1722 - 1736 e 1749)
- Thommo Reachea IV (1747)
- Reameathiptei III (1748 - 1749 e 1755 - 1758)
- Chey Chettha V (1758 - 1755)
- Outey Reachea II (1758 - 1775)
- Ream Reachea (1775 - 1779)
- Neareay Reachea III (1779 - 1782 e 1794 - 1796)
- Outey Reachea III (1796 - 1834)
- Ang Mey (1834 - 1841)
- Harihak Reamea Issarathiptei (1841 - 1860)

## Camboja Moderno

### Protetorado Francês do Camboja
| Nome                                                                                | Retrato | Casa     | Nascimento                          | Esposas e Descendentes | Morte                                    |
| ----------------------------------------------------------------------------------- | ------- | -------- | ----------------------------------- | ---------------------- | ---------------------------------------- |
| Norodom I 19 de Outubro de 1860 – 24 de Abril de 1904 (24 anos e 188 dias)          |         | Norodom  | 3 de Fevereiro de 1863 Angkor Borei | 47 esposas 61 filhos   | 24 de Abril de 1904 Phnom Penh (70 anos) |
| Sisowath Sirik Matak 27 de Abril de 1904 – 9 de Agosto de 1927 (23 anos e 104 dias) |         | Sisowath | 7 de Setembro de 1840 Mongkol Borey | 20 esposas 29 filhos   | 9 de Agosto de 1927 Phnom Penh (86 anos) |
| Sisowath Monivong 9 de Agosto de 1927 – 23 de Abril de 1941 (13 anos e 157 dias)    |         | Sisowath | 27 de Dezembro de 1875 Phnom Penh   | 20 esposas 26 filhos   | 23 de Abril de 1941 Kampot (65 anos)     |
| Norodom Sihanouk 24 de Abril de 1941 – 2 de Março de 1955 (13 anos e 312 dias)      |         | Norodom  | 31 de Outubro de 1922 Phnom Penh    | 6 esposas 14 filhos    | 15 de Outubro de 2012 Pequim (89 anos)   |

### Reino do Camboja (1953 - 1970)
A monarquia constitucional é estabelecida em 1953, tendo Norodom Sihanouk como rei até 1955 e primeiro-ministro em períodos não consecutivos até 1970, quando a República Quemer é proclamada. 
| Nome                                                                                        | Retrato | Casa             | Nascimento                    | Esposas e Descendentes     | Morte                                   |
| ------------------------------------------------------------------------------------------- | ------- | ---------------- | ----------------------------- | -------------------------- | --------------------------------------- |
| Norodom Siramarit 3 de Março de 1955 - 3 de Abril de 1960 (5 anos e 31 dias)                |         | Norodom          | 6 de Março de 1896 Phnom Penh | Sisowath Kossamak 4 filhos | 3 de Abril de 1960 Phnom Penh (64 anos) |
| Sisowath Kossamak 20 de Junho de 1960 - 9 de Outubro de 1970 (10 anos e 111 dias) (Deposta) |         | Norodom Sisowath | 9 de Abril de 1904 Phnom Penh | Norodom Siramarit 4 filhos | 27 de Abril de 1975 Pequim (71 anos)    |

### Reino do Camboja (1993-presente)
Após passar por um regime comunista do Khmer Vermelho e ocupação pela ONU, a monarquia foi restaurada em 1993 como uma regime democrático multipartidário dentro de uma monarquia constitucional eletiva. 
| Nome                                                                               | Retrato | Casa    | Nascimento                              | Esposa e Descendentes | Morte                                  |
| ---------------------------------------------------------------------------------- | ------- | ------- | --------------------------------------- | --------------------- | -------------------------------------- |
| Norodom Sihanouk 24 de Setembro de 1993 - 7 de Outubro de 2004 (11 anos e 13 dias) |         | Norodom | 31 de Outubro de 1922 Phnom Penh        | 6 esposas 16 filhos   | 15 de Outubro de 2020 Pequim (89 anos) |
| Norodom Sihamoni 7 de Outubro de 2004 - presente(20 anos e 255 dias)               |         | Norodom | 14 de Maio de 1953 Phnom Penh (68 anos) | Não é casado          | -                                      |